# Mateco

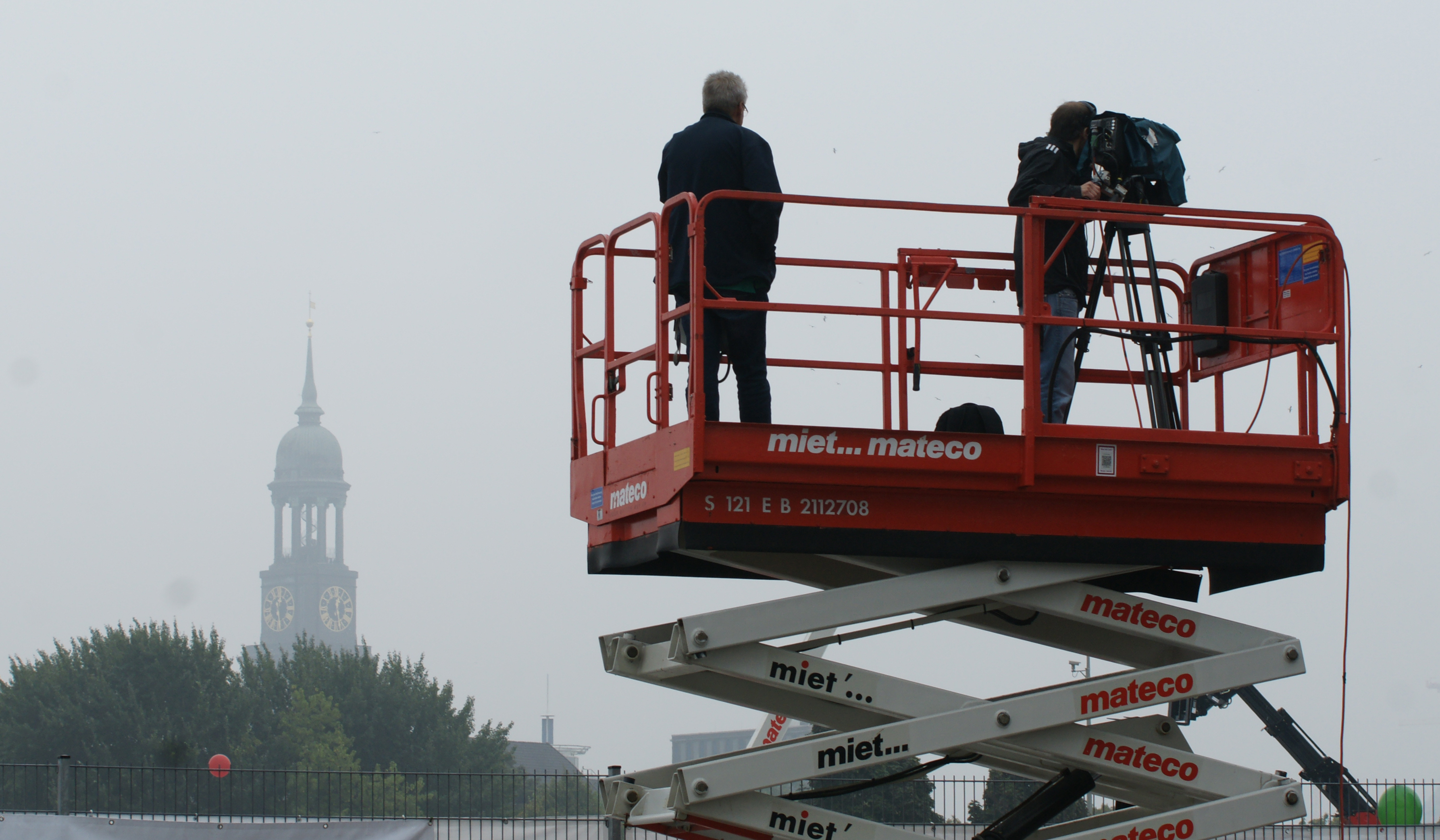
Mateco-Hebebühne auf dem Tag der Legenden 2014 – Fußballfest am Millerntor (Hamburg)

Die Mateco GmbH (Eigenschreibweise: mateco) ist ein in Leonberg ansässiges Unternehmen, welches Arbeitsbühnen unterschiedlicher Bauart vermietet sowie Gebrauchtmaschinen verkauft.

## Geschichte
Die mateco GmbH wurde im Jahr 1973 in Stuttgart gegründet und hat sich zum größten deutschen Anbieter für Arbeitsbühnen entwickelt. Ursprünglich begann das Unternehmen, damals noch unter der Firmierung maltech Hebebühnen-Vermietung GmbH & Co., mit der Vermietung von LKW-Arbeitsbühnen. Wenige Jahre später folgen Scheren- und Teleskoparbeitsbühnen.
1999 erfolgt die Umfirmierung in die nicht börsennotierte mateco AG.
Durch mehrere Übernahmen weiterer kleinerer bis mittlerer Anbieter von Arbeitsbühnen, hat die mateco 2011 bereits 28 Standorte und ist auch im europäischen Ausland durch die Tochtergesellschaften in Polen und Luxemburg vertreten.
2012 stieg die Private-Equity-Firma Odewald und Compagnie bei mateco ein und erwarb 49 % der Unternehmensanteile mit dem Ziel, weiteres Wachstumskapital zur Verfügung zu stellen. Im selben Jahr erwirbt die belgische TVH Group mit Hauptsitz in Waregem die mateco AG. Anschließend erfolgt die Umfirmierung in die mateco GmbH.
2017 übernimmt TVH 100 % der Anteile der „Lavendon (Deutschland) Holding GmbH“ und damit der „Gardemann Arbeitsbühnen GmbH“, den bis dato größten Mitbewerber der mateco. 2018 erfolgte der Zusammenschluss von Gardemann und mateco unter dem gemeinsamen Dach der mateco GmbH.
2021 erfolgt die Herauslösung von TVH und ist bis heute, zu 100 % in unabhängigem Familienbesitz.
Bis zum Jahr 2023 hat mateco über 60 Standorte in ganz Deutschland.

## Dienstleistungen und Angebot
Die Vermietflotte umfasst über 12.000 Arbeitsbühnen, darunter LKW-Arbeitsbühne, Anhänger-Arbeitsbühne, Scheren-Arbeitsbühne, Teleskop-, Tele-Gelenk-Arbeitsbühne oder Roll-Lifte.